# Буддизм в Индонезии
Буддизм в Индонезии является одной из шести официальных религий наряду с исламом, христианством (католичеством и протестантством), индуизмом и конфуцианством. Согласно переписи 2018 года около 0,8 % жителей страны считали себя буддистами, что соответствует более чем 2 млн человек. Большинство приверженцев религии проживает в столице страны Джакарте, провинциях Риау, Кепулауан-Риау, Банка-Белитунг, Северная Суматра и Западный Калимантан. Однако официальные данные могут быть неточны, так как приверженцы даосизма и шэнизма, не признанных официальными религиями, во время последней переписи объявляли себя буддистами. Большинство исповедующих буддизм — китайцы, хотя среди индонезийских буддистов встречаются и представители коренных народов, таких как яванцы и сасаки.

## Буддийские храмы и монастыри

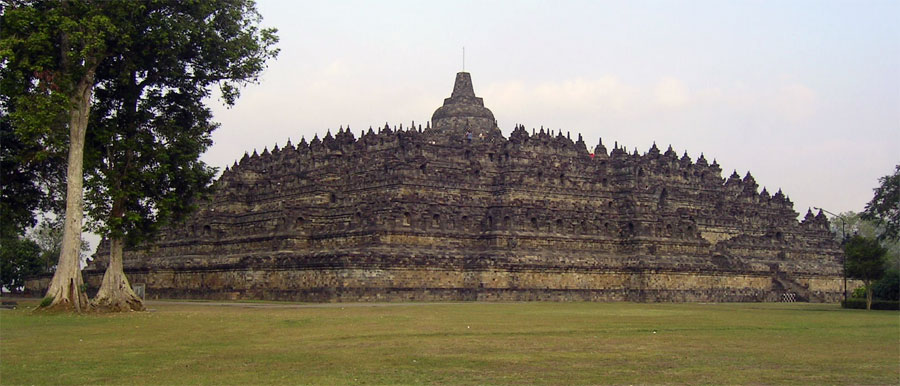
Храмовый комплекс Борободур

- Боробудур — третий по величине в мире и самый значительный в Южном полушарии буддийский храмовый комплекс. Расположен на острове Ява на искусственном холме в 42 километрах к северо-западу от города Джокьякарта.